# Branchipodopsis brehmi
Branchipodopsis brehmi är en kräftdjursart som beskrevs av Brtek 1997. Branchipodopsis brehmi ingår i släktet Branchipodopsis och familjen Branchipodidae. Inga underarter finns listade.